# 小林晃彦
小林 晃彦（こばやし あきひこ）は、日本の教育者。上越教育大学特任教授。上越市教育委員会委員。元上越市立城北中学校校長。

## 略歴
法政大学法学部卒業後、越路町立越路中学校、糸魚川市立上早川中学校、上越市立春日中学校、上越教育大学学校教育学部附属中学校、上越市立城西中学校などの教諭を経て、1999年に栃尾市立秋葉中学校の教頭となる。上越市教育委員会学校教育課の指導主事、長岡市立山古志中学校校長を務め、2008年より豊富な実務経験から新潟県教育庁義務教育課 管理主事へ就任。上越教育事務所課長、所長を経て上越市立城北中学校校長、上越教育大学特任教授となった。

## 社会的活動
- 2007年 - 文部科学省 学習指導要領改訂協力者会議委員
- 2015年 - 文部科学省 中央教育審議会専門委員初等中等分科会、新潟県中学校長会 本部幹事
- 2017年 - 一般財団法人新潟県教職員互助会 理事、新潟県中学校長会 副会長、関東甲信越地区中学校長会 理事、新潟県中学校教育研究会 副会長、一般財団法人新潟県教職員厚生財団 理事、公益財団法人日本教育公務員弘済会新潟県支部 幹事
- 2018年 - 上越市校長会 会長、上越市中学校長会 会長、上越市地域福祉活動計画策定委員会 委員
- 2019年 - 上越市学校同和教育推進協議会 委員
- 2021年 - 上越市環境政策審議会 委員、上越市教育委員会委員

## 著作等

### 単著・共著
- 『地域に学ぶ社会科教育』（東洋館出版社、1989年）
- 『コンピュータで授業が変わる: 全教科でのコンピュータ活用ゼロからの出発: 文部省研究指定校3年間の実践を通して』（図書文化社、1991年）
- 『新しい学力観に立つ中学校道徳の評価・授業改善と通信簿』（明治図書出版、1994年）
- 『オリジナル読み物資料と指導案: 中学校道徳』（明治図書出版、1995年）
- 『平成20年改訂 中学校教育課程講座 総合的な学習の時間』（ぎょうせい、2008年）
- 『中学校学習指導要領解説』（教育出版、2008年）
- 『「中学校」総合的な学習ビジュアル解説27: 平成20年告示新学習指導要領解説』（日本文教出版、2009年）
- 『すぐ役立つ教頭・副校長実務ハンドブック: 必須107項目を実務・事例・法令から解説 』（教育開発研究所、2016年）
- 『よくわかる中教審「学習指導要領」答申のポイント』（教育開発研究所、2017年）
- 『中学校全面実施につながる移行措置実践ガイド』（教育開発研究所、2018年）
- 『今こそ「総合」教師が育つ,子どもが育つ: 総合の学びは学校そして未来を創る』（大日本図書、2020年）
- 『上越発「総合学習」のあゆみと展開: 子どもの力を引き出し育む総合的な学習の時間を創造するために』（三恵社、2020年）
- 『中等社会系教科教育研究: 社会科・地理歴史科・公民科』（風間書房、2021年）

## 専門分野
- 社会科教育